# (Gotta Get a) Meal Ticket
(Gotta Get a) Meal Ticket (dt. „(Brauche unbedingt einen) Essenscoupon“) ist ein Musiktitel des britischen Sängers und Komponisten Elton John, der Text stammt von Bernie Taupin.
Das Album Captain Fantastic and the Brown Dirt Cowboy ist ein Konzeptalbum, das chronologisch und autobiographisch das Leben von John und Taupin in London in den Jahren von 1967 bis 1970 erzählt. „(Gotta Get a) Meal Ticket“ ist das sechste von zehn Liedern. Die konzeptionelle Handlung wird mit dem Titel Better Off Dead  fortgesetzt.

## Hintergrund
Der einzige Rocksong der LP ist auch sprachlich aggressiv („I can hound you if I need to“ – „Ich kann dich jagen, wenn es sein muss“). Die Erfolge, so es denn welche gab, von John und Taupin gegen Ende der 1960er Jahre waren nicht ausreichend, um ihre Situation zu verbessern und sie traten auf der Stelle („I’m on the bottom line“ – „Ich bin auf der Nulllinie“).
Sie sahen, wie andere mit ihren Musikkompositionen Erfolg und Anerkennung hatten („While others climb reaching dizzy heights“ – „Während andere aufsteigen und schwindelerregende Höhen erreichen“), und gleichzeitig wuchs in ihnen die Sorge, sozial abzurutschen („Lucky losers landing on the skid row“ – „Die glücklichen Verlierer landen im Armenviertel“) und sich nicht einmal mehr selbst angemessen ernähren zu können („To survive you need a meal ticket“ – „Um zu überleben, brauchst du einen Essenscoupon“, wobei „meal ticket“ auch für ein Bratkartoffelverhältnis und damit für eine Versorgungsgemeinschaft stehen kann).
Auch wenn John und Taupin ihren Schritt in die Musikszene nicht bereuten („Feel no pain … no regret“ – „Ich fühle keinen Schmerz … kein Bedauern“), so sehnten sie sich doch danach, ihre Musik gut verkaufen zu können („When the line’s been signed you’re someone else“ – „Wenn die Unterschrift gesetzt wurde, bist Du ein anderer“).
Zu dem Hunger, den es zu stillen galt, gesellten sich erste Anzeichen von Verzweiflung („Trust in us, we will love you“ – „Vertraue uns, wir werden dich lieben“; „Don’t leave us stranded in the jungle“ – „Lass uns nicht im Dschungel zurück“), es vielleicht doch nicht zu schaffen und erfolgreich zu sein.

## Besetzung
- Elton John – Gesang, Klavier, Hohner Clavinet
- Davey Johnstone – Gitarre, Hintergrundgesang
- Dee Murray – Bassgitarre, Hintergrundgesang
- Nigel Olsson – Schlagzeug, Hintergrundgesang
- Ray Cooper – Tamburin

## Produktion
- Gus Dudgeon – Produzent